# De Arbeiderswoning (woningbouwvereniging)

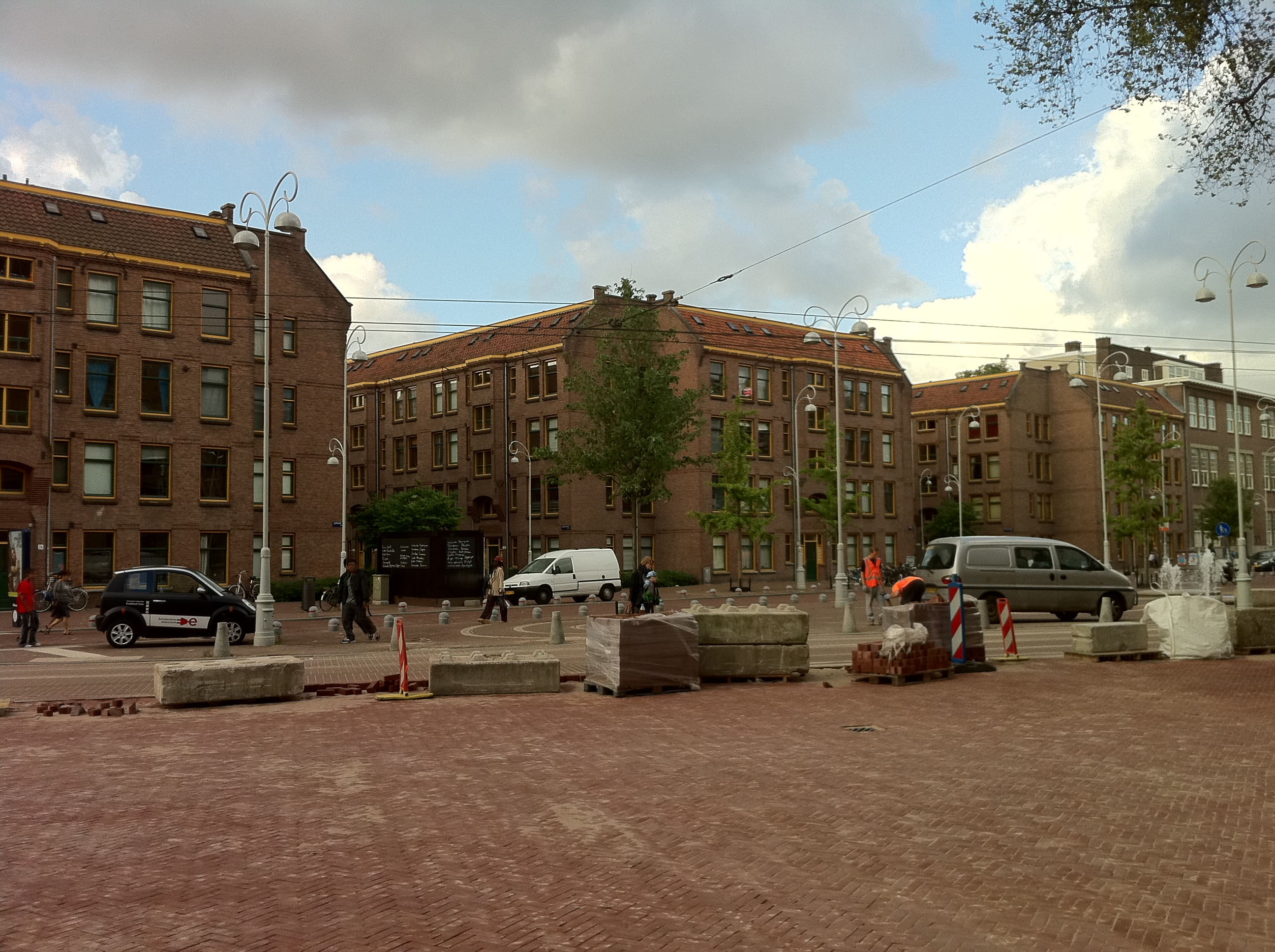
Berlageblokken aan het Javaplein, gebouwd in 1911-1915 door De Arbeiderswoning

De Vereeniging tot verbetering der Volkshuisvesting "De Arbeiderswoning" was een woningbouwvereniging in Amsterdam. De vereniging werd opgericht in 1906 en werkte vanaf het begin nauw samen met de gemeente Amsterdam bij de huisvesting van kinderrijke arbeidersgezinnen. De progressieve Sociaal-Technische Vereeniging van Demokratische Ingenieurs en Architecten, een gezelschap van pioniers op het gebied van de volkshuisvesting, speelde een belangrijke rol bij de oprichting. In het bestuur zat onder meer Arie Keppler. Keppler was nauw betrokken bij het reilen en zeilen van De Arbeiderswoning, die aanzienlijk aan kracht en invloed won toen ook twee vooraanstaande Amsterdammers lid werden van het bestuur: de architect H.P. Berlage en de latere SDAP-wethouder van Volkshuisvesting Floor Wibaut. De vereniging werd alweer opgeheven op 1 januari 1918, waarbij de gebouwde woningen werden overgedragen aan de Gemeentelijke Woningdienst Amsterdam.

## Hygiëne en zedelijkheid
Het gemeentebestuur, gesteund door de Gezondheidscommissie met Jan Kruseman als voorzitter, was zeer bezorgd dat de voorschriften uit de bouwverordening om overbewoning in de woningen te voorkomen, een dode letter was gebleven. Het gemeentebestuur benadrukte het belang van deze regels om hygiënische en morele redenen. Grote gezinnen in kleine ruimtes leidde tot slechte luchtkwaliteit en ziekten zoals tuberculose. Er ontstonden volgens de gemeente misstanden rond de zedelijkheid doordat ouders en kinderen van verschillend geslacht bij elkaar op een kamer sliepen. Daarom zouden de woningen groter moeten zijn dan de kleine arbeiderswoningen die tot dan toe gebouwd werden.
Particuliere woningeigenaren waren echter niet gauw bereid om aan grote gezinnen te verhuren, vanwege grote slijtage van de woningen en verwachte overlast aan andere bewoners. En de grotere woningen van de woningbouwverenigingen waren niet alleen schaars, maar doorgaans ook te duur voor grote gezinnen met een karig inkomen.

## Kinderrijke gezinnen
Het overleg met de gemeente leidde ertoe dat De Arbeiderswoning zich speciaal ging richten op de huisvesting van kinderrijke arbeidersgezinnen. Om de huur laag te houden (tussen de fl. 1,80 en fl. 2,50 per week) zouden het Rijk en de gemeente een toelage geven op de exploitatie van vier complexen met ongeveer 550 woningen. Voor deze bijdrage moest de vereniging wel instemmen met bemoeienis van de gemeente bij de toewijzing van de woningen en het beheer. Zo eiste de gemeente een grondig onderzoek vooraf, en voortdurende controle van de gezinnen tijdens de bewoning. De woningbouwvereniging diende zich ervan te vergewissen dat het arbeidersgezin voldoende inkomsten had om de huur te betalen, maar ook niet te veel verdiende om voor deze sociale huurwoning in aanmerking te komen. Er was sprake van ' huur naar inkomen'. Ook moesten bijvoorbeeld veranderingen in de gezinssamenstelling snel worden gesignaleerd, om zo het gezin terstond te kunnen verhuizen als de gezinsgrootte niet meer paste bij de ruime woning. Hinderlijk wangedrag of drankmisbruik werden niet getolereerd. Woningopzichteressen zouden de huurders controleren, waarmee Woningmaatschappij Oud-Amsterdam NV en de Bouwonderneming Jordaan NV al positieve ervaringen hadden opgedaan. Daarom werd ook Johanna ter Meulen in het bestuur gevraagd.
De Arbeiderswoning stelde in 1910 een reglement op, dat door Burgemeester en Wethouders moest worden goedgekeurd. Daarbij was de vereniging gehouden om de voorkeur te geven aan gezinnen die door de gemeente werden aangedragen. De gemeente Amsterdam wilde bij wijze van proef woningen beschikbaar stellen aan gezinnen uit onbewoonbaar verklaarde woningen. De gemeentelijke woningopzichteres zou toezicht houden. De woningbouwvereniging verbrak de overeenkomst al snel omdat volgens haar de bewoners niet te handhaven waren. In het vervolg zouden ze worden geweigerd.

## 447 woningen

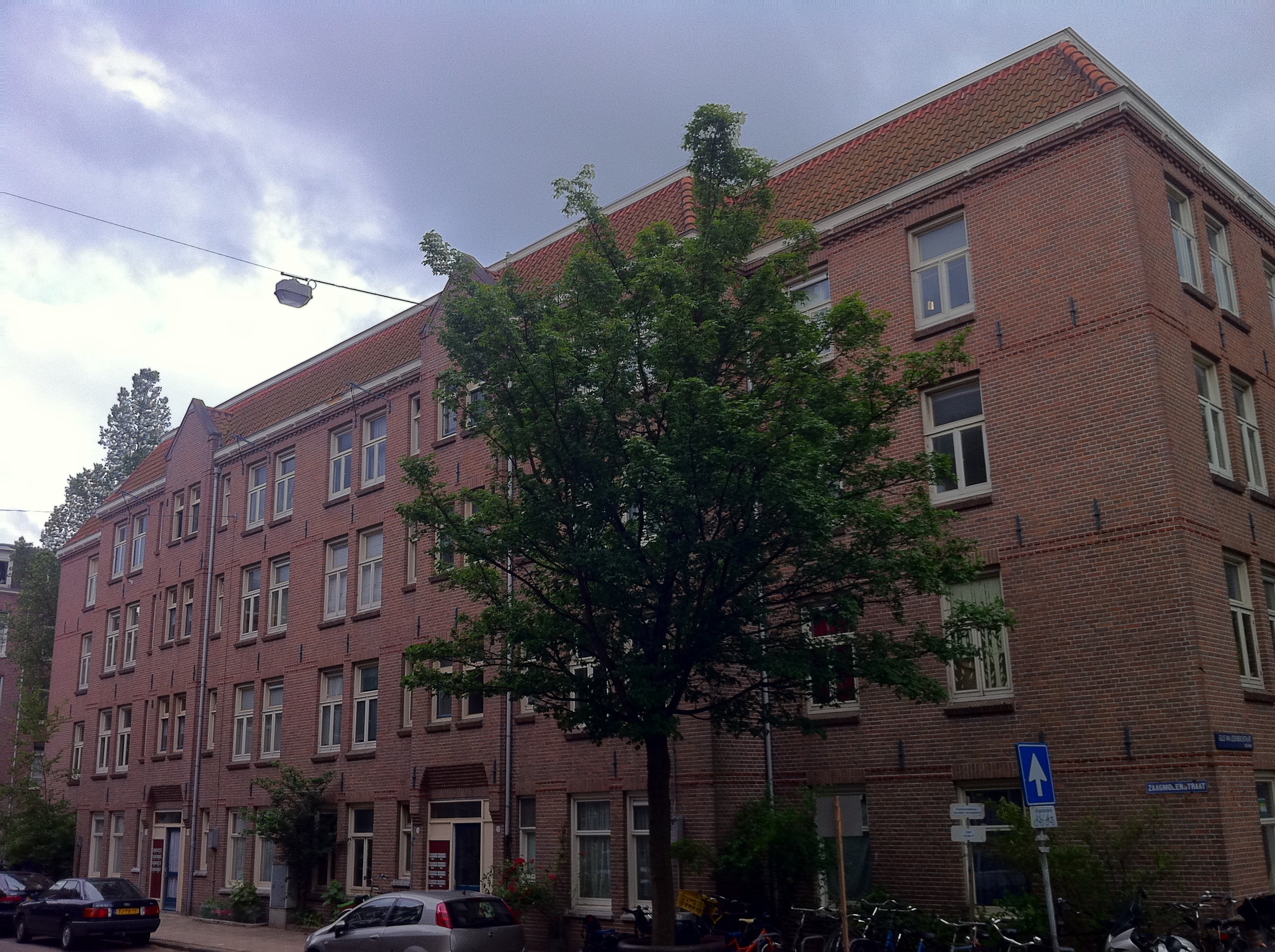
Woningbouwcomplex aan de Zaagmolenstraat

De eerste woningen verhuurde De Arbeiderswoning in 1914. Twee jaar later exploiteerde de woningbouwvereniging in totaal zo'n 450 woningen: twee bouwblokken van architect Karel de Bazel aan het Van Beuningenplein in de Staatsliedenbuurt, een complex van Hein Berlage aan de Zaagmolenstraat in de Frederik Hendrikbuurt en de Berlageblokken aan het Javaplein in de Indische Buurt. 

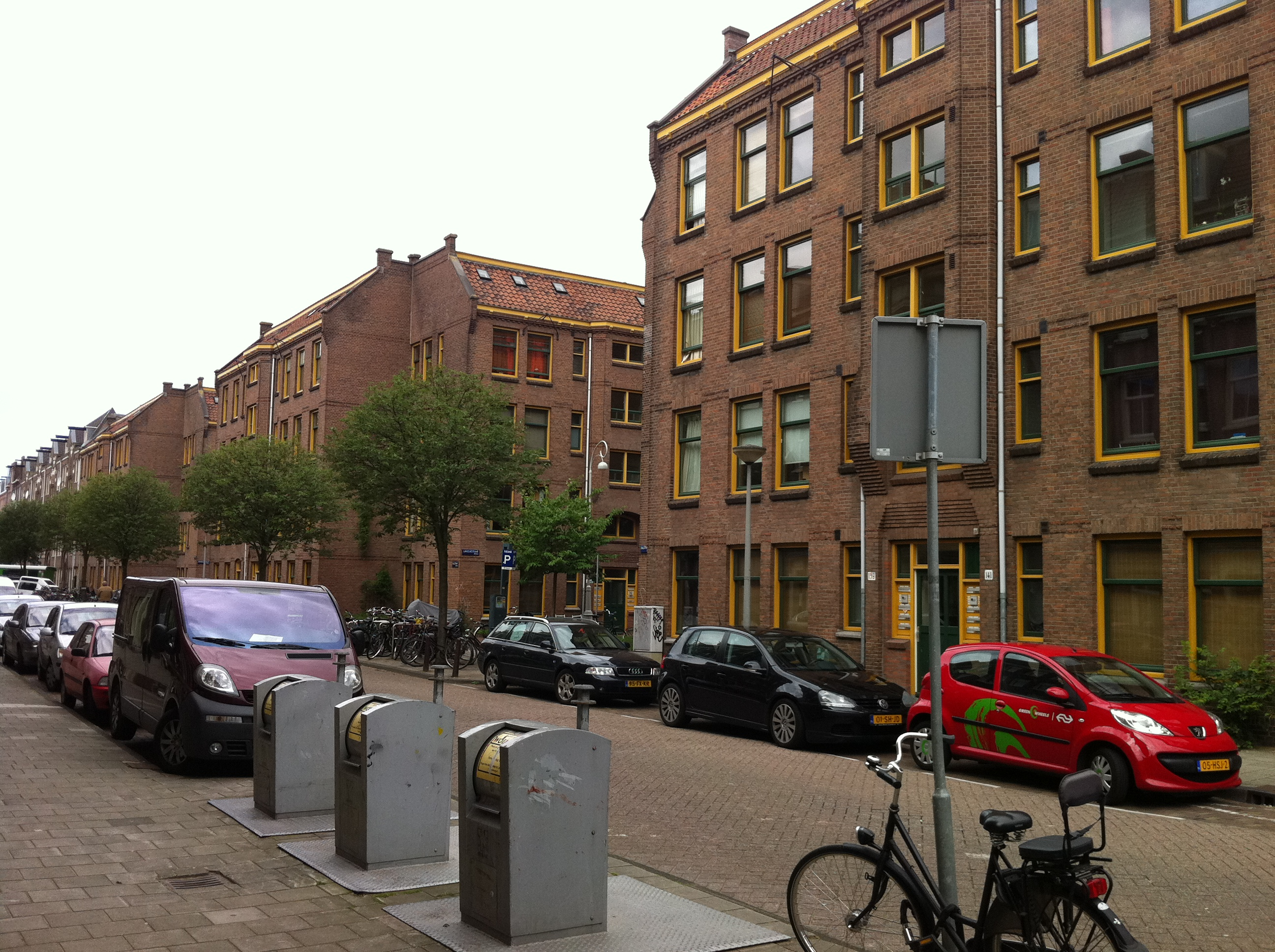
Berlageblokken aan de Balistraat

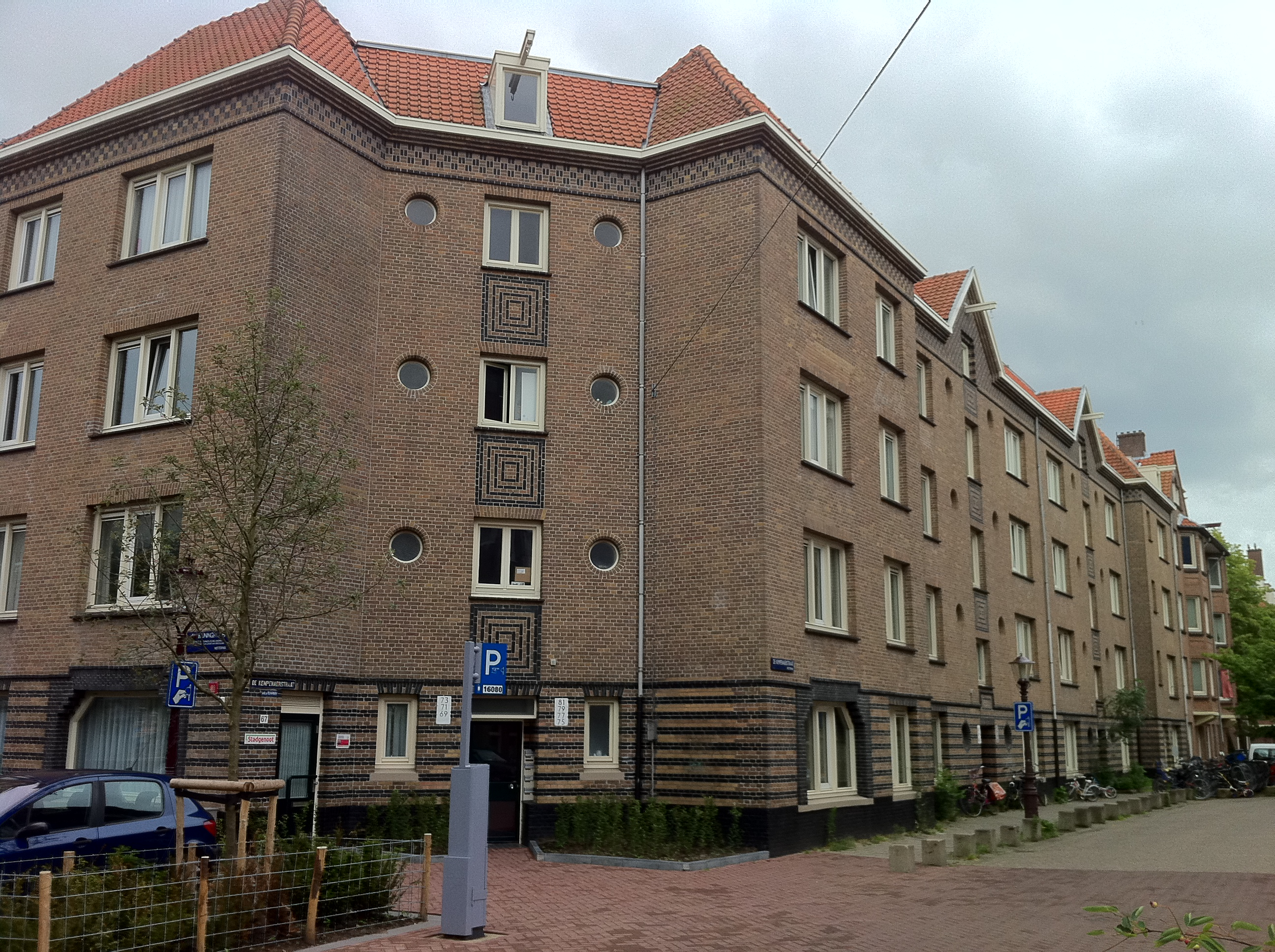
Woningbouwcomplex aan het Van Beuningenplein

Al snel rezen er grote beheersproblemen. De vereniging kreeg te maken met wangedrag van de bewoners, vernielingen aan de woningen en portieken, en flink oplopende huurschulden. De bestuursleden van De Arbeiderswoning konden al deze problemen niet de baas in hun vrije tijd, en in 1917 werd besloten om het bezit aan de gemeente over te dragen. Op dat moment was een blok aan het Van Beuningenplein nog in aanbouw. De gemeente rondde de bouw van deze 110 woningen af. Bij de verhuur werd echter afgezien van de formele ' huur naar inkomen'. De huren werden in 1921 zelfs verhoogd tot fl. 3,25 per week. De problemen in het beheer namen gelukkig af, doordat steeds strenger werd opgetreden bij huurschulden en vernielingen: volgens het jaarverslag van de Gemeentelijke Woningdienst Amsterdam over 1921 bleek de goede wil van de bewoners uit de regelmatige huurbetaling en de aflossing van de oude huurschuld.

## Sloop en renovatie
Tussen 1969 en 1971 ondergingen de Berlageblokken een grote ingreep. Als voorbeeldproject voor de renovatie van vooroorlogse wijken werd een van de slaapkamers opgeofferd voor de bouw van een keuken. Het spoelhok kreeg het karakter van douchecabine. Het complex aan de Zaagmolenstraat werd in 1973 ingrijpend verbeterd. De bouwblokken aan het Van Beuningenplein volgden in 1975.
Desalniettemin voldeden de woningen in de Berlageblokken niet langer aan de hedendaagse maatstaven; ze bleven te klein en sterk verouderd. Voor de Berlageblokken leek eind 20e eeuw sloop noodzakelijk, maar na succesvolle acties uit de buurt om de panden op de rijksmonumentenlijst te krijgen, veranderden de sloopplannen in plannen voor grootschalige renovatie. Om dat te kunnen financieren, besloot de gemeente een deel van de woningen te verkopen, ook om het eigenwoningbezit in de stad te bevorderen. Met de huurders werden afspraken over herhuisvesting, verhuiskostenvergoeding en terugkeer vastgelegd in een sociaal plan, en de huurders verhuisden naar vervangende woonruimte. Voordat het Woningbedrijf Amsterdam met de renovatie kon beginnen, werd het complex gekraakt door deels Nederlandse, maar voornamelijk buitenlandse krakers. Op 14 december 2004 werden de blokken ontruimd. Daarna kon de renovatie van start gaan. In de Berlageblokken kwamen koop- en sociale huurwoningen voor starters, evenals honderdtwintig studentenwoningen die nu verhuurd worden onder de naam "My Place".

## Eigendom
Nadat het bestuur van De Arbeiderswoning in 1917 besloot alle bezit te verkopen aan de gemeente Amsterdam, bracht deze de woningen onder bij de in 1915 opgerichte Gemeentelijke Woningdienst Amsterdam. In 1965 werd de Gemeentelijke Woningdienst omgedoopt in Gemeentelijke Dienst Volkshuisvesting, waar de bouw en het beheer van de gemeentewoningen in handen kwam van het dienstonderdeel Gemeentelijk Woningbedrijf Amsterdam.
Het Gemeentelijk Woningbedrijf werd in 1994 geprivatiseerd in de Stichting Het Woningbedrijf Amsterdam.
Tussen 2004 en 2014 fuseerde deze stichting met woningcorporaties in Amsterdam, Almere, Haarlem, Haarlemmermeer, Noord-Kennemerland en Weesp tot de huidige Stichting Ymere, waardoor een van de grootste woningcorporaties van Nederland ontstond. De woningen in het eerste en derde blok aan het Javaplein zijn tegenwoordig nog steeds eigendom van deze woningcorporatie, die de meeste woonruimtes aan jongeren en studenten verhuurt. Het middelste blok is tegenwoordig particulier woningbezit. Het noordelijke blok aan het Van Beuningenplein en een deel van het woonblok in de Hugo de Grootbuurt aan de Gillis van Ledenberchstraat zijn dat inmiddels ook. Het zuidelijke blok aan het Van Beuningenplein is tegenwoordig eigendom van woningcorporatie Stadgenoot.